# Steven Sotloff
Steven Joel Sotloff (11 tháng 5 năm 1983 – 2 tháng 9 năm 2014) là một nhà báo mang 2 quốc tịch Mỹ – Israel công tác cho tạp chí Time. Steven Sotloff được cho là bị bắt cóc tháng 8 năm 2013 và bị hành quyết ngày 2 tháng 9 năm 2014.